# Ine Kusumoto
Ine Kusumoto (楠本 イネ Kusumoto Ine, rozená 失本 稲 Šímoto Ine, 31. března 1827 Nagasaki – 27. srpna 1903 Tokio) byla první japonská lékařka vzdělaná v západní medicíně. Její matka Taki Kusumoto byla kurtizána z Nagasaki, otec byl německý lékař Philipp Franz von Siebold, který pracoval na ostrově Dedžima, který byl vyčleněn pro cizince, v období japonské izolace. Ine byla také známá jako O-Ine a později si přisvojila jméno Itoku. V japonštině je často nazývána jako Oranda O-Ine (Holandská O-Ine), kvůli jejímu spojení s Dedžimou a učení Rangaku, což je japonský výraz pro učení se znalostem Nizozemců. Ine byla první ženou-lékařkou západní medicíny v Japonsku. Její otec byl z Japonska vyhnán v roce 1829, ale byl schopen dceru i její matku dále zaopatřit. Domluvil, aby jim pomáhali i jeho studenti a společníci. Ineina reputace vzrostla, když se stala lékařkou západní medicíny, a když se jejím patronem stal feudální pán Date Munenari. Studovala v různých koutech Japonska u různých učitelů, z nichž jeden ji znásilnil. Poté se jí narodila dcera, její jediné dítě, neboť se nikdy neprovdala. Poté co Japonsko vystoupilo ze své izolace se Ine usadila v Tokiu. V roce 1873 asistovala u porodu jedné z konkubín císaře Meidžiho. Po své smrti se v Japonsku stala postavou různých novel, divadelních her, komiksů a muzikálů.

## Životopis

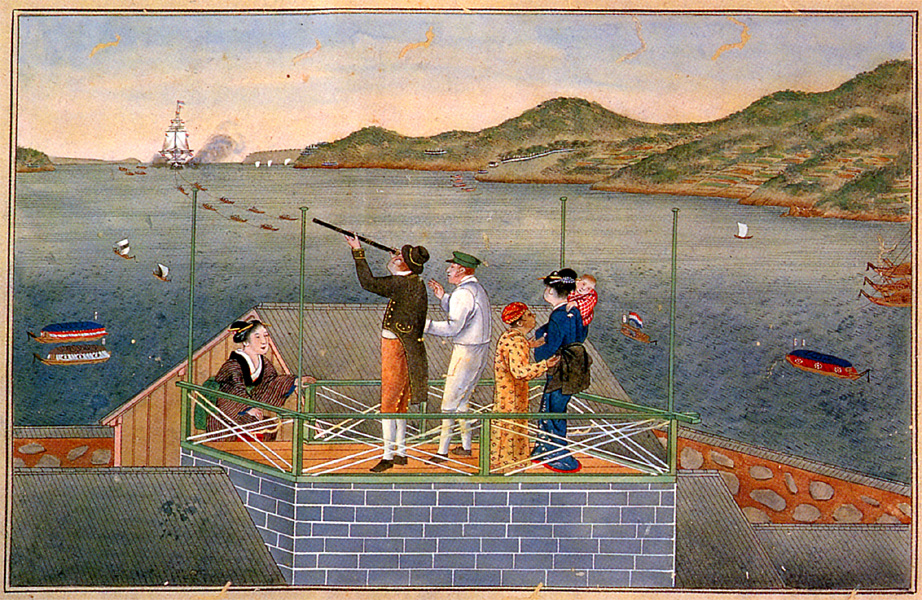
Příjezd nizozemské lodě – Keiga Kawahara. Na obraze je vyobrazen Siebold, Taki v Dedžimě

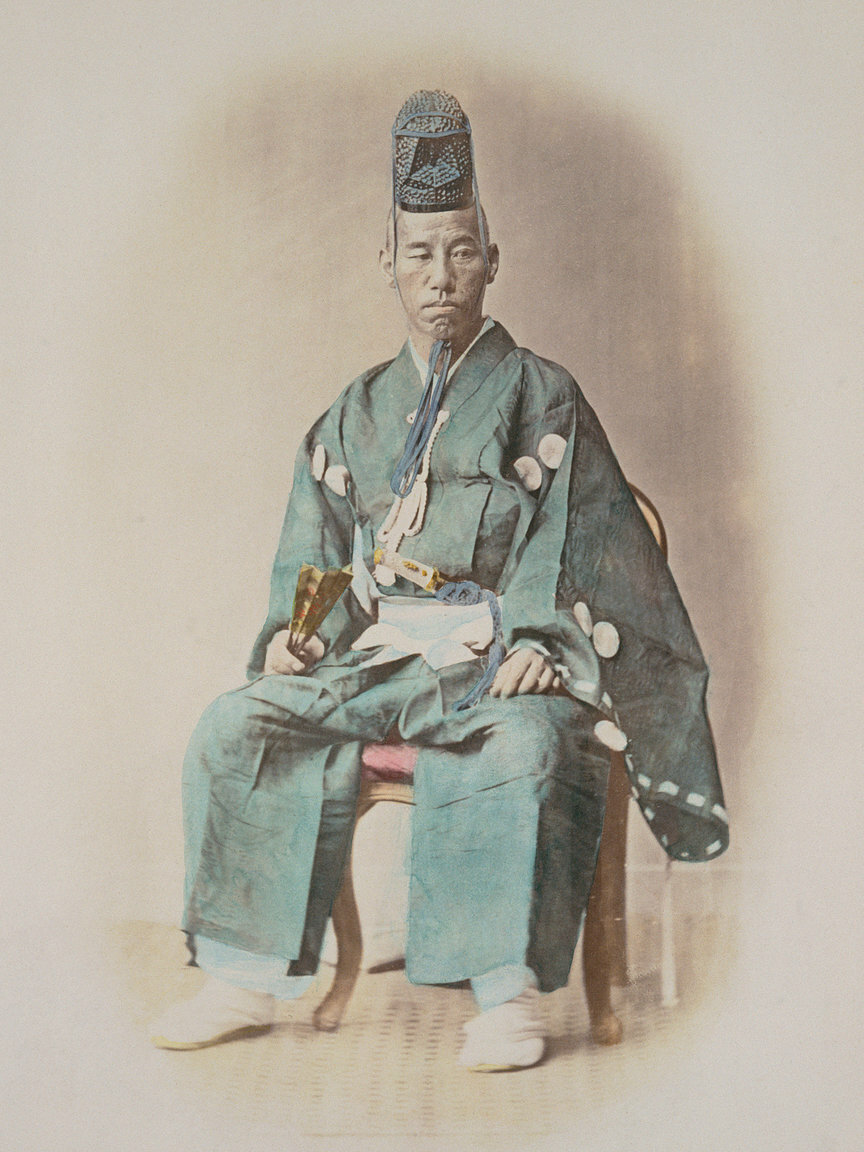
Feudální pán Date Munenari, který se stal patronem Ine

Narodila se jako Ine Šímoto 31. března 1827 v Nagasaki. Příjmení Šímoto vzešlo z japonské interpretace příjmení jejího německého otce, lékaře Philippa Franze von Siebolda, který žil na ostrově Dedžima, jenž byl vyčleněn cizincům v době více než dvě staletí trvající japonské izolace v období Edo. Siebold se snažil představit Japonsku západní medicínu. Ineina matka Taki Kusumoto byla kurtizána v Nagasaki. V roce 1823, když jí bylo šestnáct let, byla poslána ze čtvrti červených luceren Marujama, aby se stala Sieboldovou konkubínou. Ine žila se svými rodiči na Dedžimě dokud nebyl její otec dne 22. října 1829 vyhnán pro údajné vynášení zakázaných informací nezákonně získaných od geografa Kagejasu Takahašiho. Byl obviněn z pašování map o nichž panovalo přesvědčení, že by mohly padnout do rukou nepřátel Japonska, např. Ruska, které představovalo hrozbu na severních hranicích Japonska. Taki a dvouleté Ine, nebylo dovoleno, aby opustily Japonsko. Taki se krátce na to vdala za muže jménem Wasaburó.
Bohatý Siebold zanechal Taki a Ine zásobu cenného cukru, aby zůstaly zajištěné. Také zařídil, aby na ně dohlídli jeho společníci. Ine poslal knihy nizozemské gramatiky, které byly v tehdejší době důležité pro západní studia. Jeho studenti se přičinili o její vzdělání.

### Vzdělání a počátky kariéry
Ineino studium medicíny oficiálně započalo v roce 1845, když začala studovat porodnictví v panství Okajama pod vedením jednoho ze Sieboldových studentů, Sókena Išiiho, s ním ji seznámil Keisaku Ninomija. Své studium u Sókena ukončila v roce 1851, poté co ji znásilnil. Vrátila se do Nagasaki, kde následujícího roku porodila dceru, které dala jméno Tada, což znamená „svobodná”. To mělo symbolizovat, že nebesa jí věnovala dceru „zadarmo”. Tadin popis života její matky, patří mezi ty, které tvrdí, že Ineino těhotenství bylo důsledkem znásilnění. Ine měla také odrážet Sókenovy pokusy zapojit se do života své dcery.

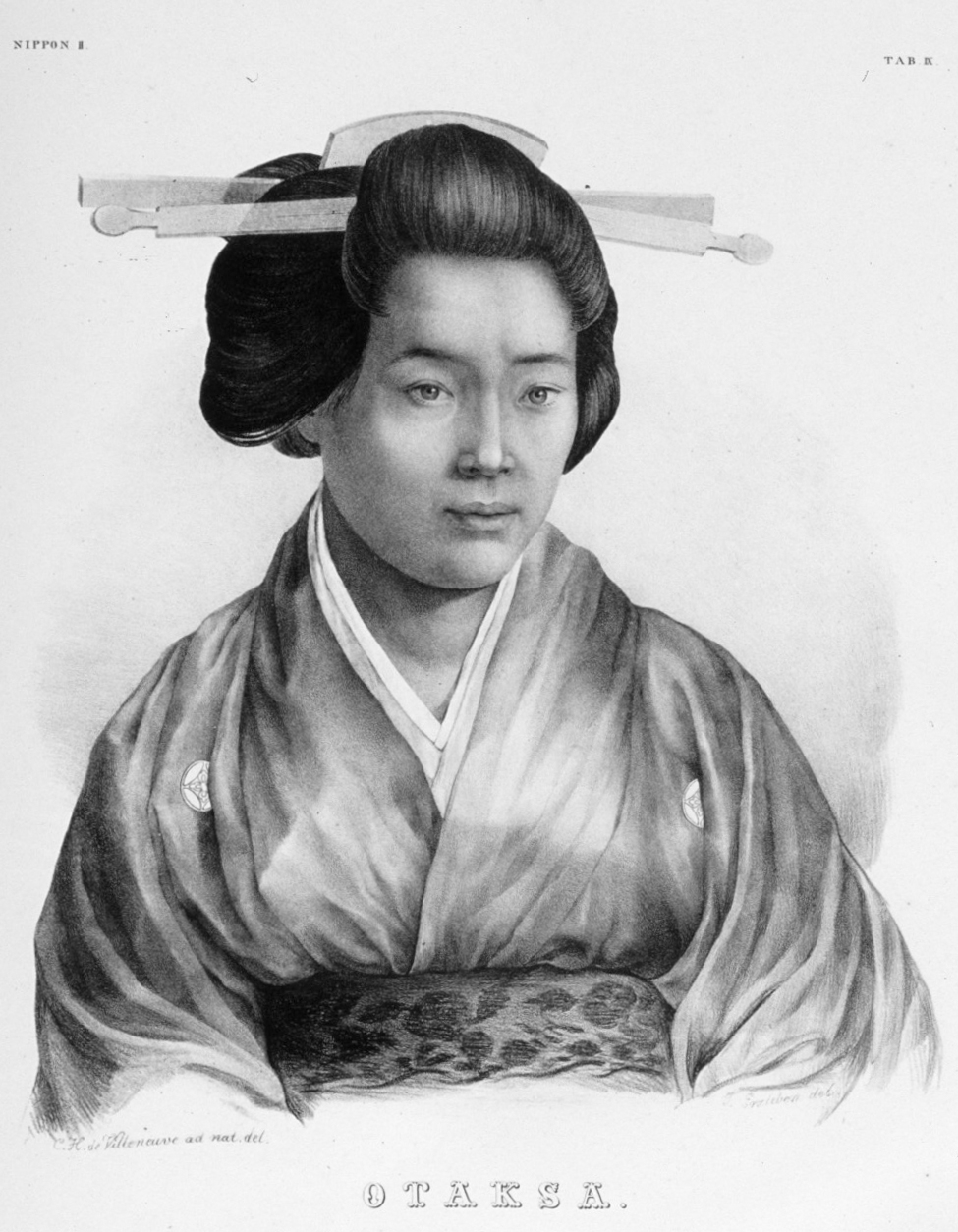
Matka Ine

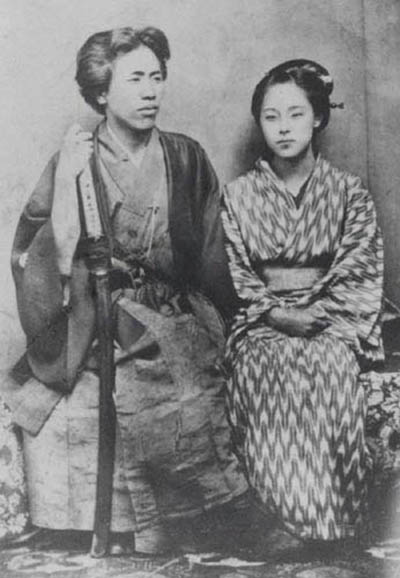
Ineina dcera Takako a její manžel Šúzó Mise

Ine pokračovala ve studiu v Nagasaki pod vedením Roana Abeho. V roce 1854 nechala dceru u své matky a vydala se spolu se synovcem Keisaku Ninomiji, Šúzóem Misem, studovat pod vedením Keisakua v Uwadžimě, kde zdejší feudální pán Date Munenari, nadšeně propagoval západní vzdělanost. Poté co v roce 1856 Date utrpěl infarkt, se Keisaku s Ine a Šúzóem vrátili do Nagasaki.
Japonská izolace skončila v roce 1854. V roce 1859 bylo Nagasaki otevřeno jako smluvní přístav a Nizozemci opustili Dedžimu, aby si zřídili konzulát v hlavním městě Edo (dnešní Tokio). Siebold obdržel milost a vrátil se 4. srpna do Nagasaki spolu s třináctiletým synem Alexandrem z jeho manželství v Německu. Šúzó se stal Sieboldovým studentem, překladatelem, osobním asistentem a Alexandrovým učitelem. Ine nejdříve žila v domě svého otce, ale jejich vztah byl napjatý, částečně kvůli nizozemštině a částečně kvůli tomu, že s ním otěhotněla služebná. Ine se brzy odstěhovala. Úzce spolupracovala se Šúzóem, který jí pomáhal s komunikací, díky své pokročilé nizozemštině. Pověst jejího otce jí pomohla získat vlastní pacienty.
Ine pokračovala ve studiu u komunity nizozemských lékařů v Nagasaki jako byli J. L. Pompe van Meerdervoort, který její dovednosti chválil v tisku. V roce 1861, Van Meerdervoort s podporou militantní vlády, založil první nemocnici západního typu a první lékařskou školu v Japonsku, Nagasaki Jójóšho. Ine navštěvovala přednášky v ženském oddělení a asistovala při operacích. Byla první ženou v Japonsku, která byla svědkem pitvy lidského těla, kterou vykonal Van Meerdervoort. Ineina reputace a spojení s komunitou západního učení jí přinesla patronát feudálního pána Dateho Munenariho, který svou přízeň rozšířil i pro její dceru, která se nyní jmenovala Takako. Jelikož její smíšený německo-japonský původ mohl vést k diskriminaci, Menunari jí nechal změnit jméno na Itoku Kusumoto. Také rozšířil její skromný oficiální příděl rýže. Očekávalo se, že bude připravena, aby sloužila v ženské části jeho hradu. Byla jednou ze tří lékařů, kteří byli přítomni u porodu Munenariho ženy Jošiko v roce 1867. V Uwadžimě měla mnoho práce a během 60. let 19. století často cestovala mezi Uwadžimou a Nagasaki. Munenari se přimluvil za jejího otce a Šúza, když byli v roce 1861 zatčeni v Edu anticizineckou frakcí. Šúzó byl propuštěn v roce 1865 a vrátil se do Uwadžimy, kde se v roce 1866 oženil s Takako. Siebold se vrátil do Evropy v dubnu 1862 a do Japonska se již nikdy nevrátil. Její matka zemřela v roce 1869. V této době Ine studovala porodnictví v Nagasaki u Antoniuse Bauduina, který byl průkopníkem v ovariotomie a byl jmenován na národní lékařskou školu Tókó v Tokiu, které bylo právě přejmenováno na Tokio.
Poté co se odstěhoval, odstěhovala se do Tokia i Ine. Zde se setkala s nevlastním bratrem své dcery Takako, Kendóem, synem Sókena Išiiho. Ine v Tokiu udržovala kontakt se svým polovičním bratrem Alexadrem, který pracoval pro britské velvyslanectví a dalším nevlastním bratrem Heinrichem, který v Tokiu pracoval jako tlumočník pro rakousko-uherské velvyslanectví.

### Pozdější kariéra a smrt

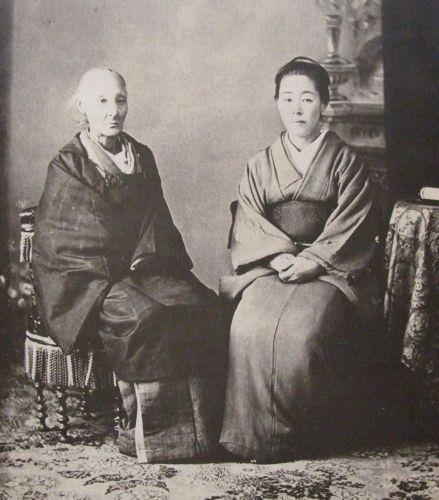
Ine v pokročilém věku s dcerou Takako

V roce 1873 Ine získala díky svým kontaktům s Jukičim Fukuzawou a západními vzdělanci přístup, aby mohla asistovat u porodu Haruko Micuko, která byla konkubínou císaře Mejdžiho. Dítě se narodilo mrtvé a Micuko zemřela o několik dnů později. Ine za své úsilí obdržela značnou částku 100 jenů. Šúzó a Takako se v roce 1876 přestěhovali do Ósaky, kde Šúzó pracoval ve zdejší nemocnici. V roce 1877 onemocněl a zemřel. Takako po krátké známosti otěhotněla a v roce 1879 porodila chlapce, kterého Ine adoptovala jako svého dětice a pojmenovala Šúzó. Takako se poté provdala za doktora Taisukeho Jamawakiho s nímž měla další tři děti.
Ine se vrátila do Nagasaki, kde v roce 1884 získala licenci jako porodní asistentka. V roce 1889 se vrátila do Tokia a v roce 1895 odešla do důchodu. V té době se rodina přestěhovala do domu v západním stylu, který postavil Heinrich v tokijské části Azabu. Zde Ine zemřela 23. srpna 1903, poté co snědla úhoře a meloun, z čehož údajně dostala otravu jídlem.
Ine si užívala společenskou podporu, které se jí dostávalo od komunit vzdělanců v západní medicíně a vysokého uznání studentů a kolegů, a také finanční podporu od svého otce. Ine údajně měla světlou pleť, trochu vlnité hnědé vlasy a modré oči. Nikdy se neprovdala. Později ve svém životě preferovala neodhalovat svůj smíšený původ.